# مونيك لارو
مونيك لارو (بالإنجليزية: Monique LaRue)‏ (3 أبريل 1948، مونتريال في كندا)؛ كاتِبة وروائية كندية.